# Training360
A Training360 egy tisztán magyar tulajdonú, budapesti központtal rendelkező oktatócég. 2020-ban mintegy 12 ezer hallgató számára biztosított online vagy hagyományos tantermi képzést. A Budapest Business Journal összeállítása alapján Magyarországon piacvezető a vállalati tréningszolgáltatások területén.

## A Training360 története
A Training360-at 4 magánszemély alapította 2011-ben. A tulajdonosi szerkezet azóta sem változott.
2012 márciusában a Training360 csatlakozott az Informatikai Vállalkozások Szövetségéhez (IVSZ).
A vállalat 2012-ben indította el gyerekeknek szóló nyári programozó táborát, melynek keretében 8–12 évesek számára kifejlesztett játékos, könnyen elsajátítható feladatok keretében ismertetik meg a fiatalokkal az informatikai programozás világát.
A Training360 2020 áprilisában saját tőkéből felvásárolta az online tanfolyamokat kínáló NetAcademia Oktatóközpont Kft.-t. Az akvizíció eredményeként a Training360 e-learning tanfolyamainak száma 500-ra nőtt.
2020-ban a vállalat egyike volt azoknak az oktatóközpontoknak, melyek a gazdaságvédelmi akcióterv részeként május 25-én indultak az Újratervezés programban. A 100 százalékban államilag támogatott informatikusképzés célja, hogy a koronavírus idején az állásukat elvesztőket segítse a karrierváltásban az informatikus szakma elsajátítása révén.
A Training360 2021-ben 67 százalékos tulajdonrészt szerzett a bootcamp jellegű képzések egyik meghatározó szereplőjében, a ProgMasters márkanevet tulajdonló QTC Kft.-ben.
A vállalat 2021-ben is részt vett az Újratervezés Programban, ahol az előző évhez hasonlóan az a cél, hogy mintegy 500 fő számára lehetővé tegyék hogy piacképes tudást és államilag elismert bizonyítványt szerezzenek egyebek mellett szoftvertesztelőként vagy rendszerüzemeltetőként.
A Budapest Business Journal évente rangsorolja a magyarországi vállalatokat üzleti teljesítményük alapján a Book of List nevű kiadványában. A 2021-ben kiadott kötet alapján a Training360 piacvezető a vállalatok számára nyújtott tréningszolgáltatások területén.
Az Informatikai Vállalatok Szövetsége 1997 óta díjazza a magyarországi infokommunikációs szektor kiválóságait. A Gyurós Tibor-díj évente 4 kategóriában jár: az Év IKT Innovációja, az Év IKT Projektje, az Év menedzsere az infokommunikációban és a Digitális oktatás nagykövete. 2021-ben az Év menedzsere az infokommunikációban elismerést Nyisztor József, a Training360 ügyvezetője kapta.

## Termékek, szolgáltatások
A vállalat a kezdetektől fogva biztosít saját fejlesztésű és hivatalos gyártói informatikai képzéseket, soft-skill tréningeket, IT vezetői képzéseket, valamint IT felhasználói képzéseket.
Összesen több, mint 600 tanfolyam érhető el. A Training360 ezen kívül nemzetközi vizsgaközpontként lehetőséget biztosít arra, hogy a magyar informatikusok nemzetközi szinten is elfogadott minősítéseket szerezzenek. A vállalat kínálatában ezen felül 500-nál is több e-learning tananyag érhető az informatika, azon belül is a szoftverfejlesztés, az üzemeltetés, valamint a tesztelés témakörében.
- Informatikai képzések (szoftverfejlesztő, üzemeltető, tesztelő)
- Gyártói képzések (Cisco, Oracle, IBM, VMware, Amazon)
- Irodai informatikai képzések (irodai szoftverek, adatelemzés)
- E-learning képzések (informatika témakörökben)
- Szervezetfejlesztés (vezetőképzés, soft skill tréningek, készségfejlesztő tanfolyamok)
- Nemzetközi vizsgaközpont ( ISTQB, PeopleCert, Pearson VUE, Certiport)

## Külső hivatkozások
- A Training360 hivatalos honlapja
- IVSZ